# Rotterdam Open 1999
Il Rotterdam Open 1999, conosciuto anche con il nome di ABN AMRO World Tennis Tournament 1999 per ragioni di sponsorizzazione, è stato un torneo di tennis giocato sul cemento indoor. È stata la 26ª edizione del Rotterdam Open, facente parte della categoria International Series Gold nell'ambito dell'ATP Tour 1999. Si è giocato all'Ahoy Rotterdam indoor sporting arena di Rotterdam in Olanda Meridionale, dal 15 al 21 febbraio 1999.

## Campioni

### Singolare
Evgenij Kafel'nikov ha battuto in finale  Tim Henman con il punteggio di 6–2, 7–6(3)

### Doppio
David Adams /  John-Laffnie de Jager hanno battuto in finale  Neil Broad /  Peter Tramacchi con il punteggio di 6(5)–7, 6–3, 6–4